# ماجدالينا ليون تروجيلو
ماجدالينا ليون تروجيلو (مواليد 1959) اقتصادية وباحثة من إكوادور متخصصة في الاقتصاد النسوي والاقتصاد التضامني وسوماك كاوساي كبديل للتنمية التقليدية والآثار الاقتصادية المترتبة على ذلك.

## التعليم
تخرجت تروخيو من كلية العلوم الاقتصادية بالجامعة المركزية في إكوادور وحصلت على درجة في دراسات النوع الاجتماعي من حرم الجامعة العالمية للخدمات الجامعية في سانتياغو شيلي.

## الحياة المهنية
هي منسقة شبكة النساء لتغيير الاقتصاد والمجموعة الوطنية لديون الإكوادور ورئيسة مؤسسة الدراسات والعمل والمشاركة الاجتماعية وعضو في منظمة التغيير في أمريكا اللاتينية ومنطقة البحر الكاريبي. من عام 2009 إلى عام 2013 كانت تروخيو عضوًا في الفريق الذي وضع الخطة الوطنية لحياة أفضل في الإكوادور.
هي رئيسة وباحثة في مؤسسة الدراسات والعمل والمشاركة الاجتماعية، ومنسقة شبكة نساء أمريكا اللاتينية لتغيير الاقتصاد، والتي كانت عضوًا فيها منذ تأسيسها في عام 1997. وهي أيضًا عضوة في معهد الدراسات الإكوادورية ومجموعة العمل النسوية والتغيير الاجتماعي في أمريكا اللاتينية ومجلس الكاريبي وأمريكا اللاتينية للعلوم الاجتماعية. ترأس تروخيو أيضًا أمانة مجلس نصف الكرة الغربي للمنتدى الاجتماعي للأمريكتين ومجموعة الديون الوطنية في الإكوادور.